# Aumelas
Aumelas är en kommun i departementet Hérault i regionen Occitanien i södra Frankrike. Kommunen ligger i kantonen Gignac som tillhör arrondissementet Lodève. År 2022 hade Aumelas 582 invånare.

## Befolkningsutveckling
Antalet invånare i kommunen Aumelas
Referens:INSEE